# فرنسيسكو مولينا
فرنسيسكو مولينا (بالإسبانية: Francisco Molina)‏ (29 مارس 1930 في إسبانيا - 14 نوفمبر 2018) هو مدرب كرة قدم ولاعب كرة قدم تشيلي وإسباني في مركز الهجوم. شارك مع منتخب تشيلي لكرة القدم. أما مع النوادي، فقد لعب مع أتلتيكو مدريد وأوداكس إيتاليانو وسانتياغو واندررز ونادي أونيفرسيداد كاتوليكا ويونيون إسبانيولا ونادي كوكيمبو أونيدو.

## وصلات خارجية
- فرنسيسكو مولينا على موقع قاعدة بيانات كرة القدم.إي يو (الإنجليزية)
- فرنسيسكو مولينا على موقع ناشيونال فوتبول تيمز (الإنجليزية)
- فرنسيسكو مولينا على موقع عالم كرة القدم.نت (الإنجليزية)